# Magyar Államrendőrség Államvédelmi Osztálya
De Magyar Államrendőrség Államvédelmi Osztálya (ÁVO) (Nederlands: Departement van de Hongaarse Staatsveiligheidsdienst en de Staatspolitie) was van 1946 tot 1948 de Hongaarse veiligheidspolitie.
Nog tijdens de Tweede Wereldoorlog werd in het door het Rode Leger bevrijde deel van Hongarije een staatsveiligheidsdienst opgericht (1944). In 1946 werd er een nieuwe staatsveiligheidsdienst opgericht, het Departement van de Hongaarse Staatsveiligheidsdienst en de Staatspolitie (ÁVO), dat direct onder de (communistische) minister van Binnenlandse Zaken resulteerde (László Rajk). De ÁVO was gemodelleerd naar het voorbeeld van de Sovjet-Russische veiligheidsdienst, de NKVD (voorloper van de KGB).
In de jaren 1946/48 werd de ÁVO door de communisten gebruikt om "bekentenissen" af te dwingen bij politieke tegenstanders (zowel binnen als buiten de communistische partij). De ÁVO martelde haar gevangenen niet alleen lichamelijk, maar ook psychisch. De ÁVO richtte speciale concentratiekampen op om politieke gevangenen in onder te brengen die na hun berechting waren veroordeeld tot gevangenisstraffen.
De ÁVO kende, net als de Stasi in Oost-Duitsland, de Securitate in Roemenië, de StB in Tsjechoslowakije en de Sigurimi in Albanië, veel informanten in burger die al dan niet verdachte personen in de gaten hielden en soms intimideerden. (In dit laatste geval viel het juist op dat een persoon werd achtervolgd door een geheim agent, met de bedoeling om de persoon bang te maken en hem een onveilig gevoel te geven.)
In september 1948, toen de communisten hun niet-communistische tegenstanders hadden uitgeschakeld met de hulp van de ÁVO, werd de ÁVO opgeheven en vervangen door de Staatsveiligheidsautoriteit, de ÁVH. Veel Hongaren bleven echter de afkorting ÁVO gebruiken en bedoelden daarmee in feite de nieuwe ÁVH.
Bekende slachtoffers van de ÁVO zijn de Primaat van de Hongaarse rooms-katholieke Kerk József kardinaal Mindszenty en oud-minister van Binnenlandse Zaken (en daarmee feitelijk leider van de ÁVO 1946-48) László Rajk.